# Mordru lo Spietato
Mordru lo Spietato è un arco narrativo a fumetti pubblicato dalla DC Comics nella testata Adventure Comics n. 369-370 (giugno-luglio 1968). Fu scritto da Jim Shooter, illustrato da Curt Swan e colorato da Jack Abel. La storia presentò la prima comparsa di Mordru, probabilmente il più potente nemico della Legione dei Super-Eroi.

## Trama
Al quartier generale della Legione dei Super Eroi nel XXX secolo, Superboy, Duo Damsel, Mon-El e Shadow Lass si diressero verso la Stanza del Tempo, nello sforzo di sfuggire allo stregone Mordru, il Signore Oscuro. Un essere di poteri mistici quasi illimitati, Mordru conquistò la maggior parte della galassia finché non fu imprigionato in un blocco d'acciaio senza aria da Superboy e Mon-El. Rimase bloccato nel quartier generale della Legione dei Super Eroi finché non fu accidentalmente liberato da Shadow Lass, un membro relativamente nuovo nella squadra. Con la sua maestria nella magia (unica debolezza condivisa da Superboy e Mon-El) e con tutti gli altri Legionari apparentemente distrutti, la squadra fu costretta alla ritirata. Viaggiarono indietro nel tempo fino al XX secolo e trovarono rifugio nella città di Superboy, Smallville.
Duo Damsel e Shadow Lass adottarono delle identità segrete che permise loro di nascondersi nelle case del Capo della Polizia Douglas Parker e di Lana Lang, mentre Mon-El rimase con i Kent nelle vesti del cugino di Clark, Bob Cobb. Poco dopo Mordru ricoprì Smallville con un'ombra mistica nello sforzo di fare uscire allo scoperto i Legionari. Quando l'ombra toccò i residenti della città, le loro menti furono sotto il potere di Mordru (anche se i poteri di Shadow Lass fecero sì che i Legionari non potessero essere localizzati). Nel frattempo, Duo Damsel si addormentò piangendo quando Superboy non si accorse dei suoi sentimenti per lui.
Mordru tentò di attirare i Legionari fuori dalla copertura creando una miriade di disastri in tutta la città, ma i ragazzi riconobbero che le calamità non erano altro che illusioni, e le ignorarono. Dopo una settimana passata senza che Superboy venisse avvistato, un gruppo di gangster tentò di prendere il controllo di Smalville - ma i Legionari li sconfissero nelle loro vesti civili. Successivamente, Lana spiò i Legionari in costume, cosa che permise a Mordru di scovarli. I giovani riuscirono a scappare una seconda volta per pura fortuna, ma poiché lo stregone era in grado di leggere le loro menti i ragazzi decisero di rimettersi gli abiti civili, e con un dispositivo ipnotico cancellarono i propri ricordi e le loro vere identità.
Passate numerose settimane, Mordru racchiuse Smallville in uno scudo impenetrabile e sollevò la città in orbita sopra la Terra, dopodiché scatenò i suoi soldati del futuro sulla gente di Smallville. I Legionari, derubati dei loro ricordi, non offrirono nessuna protezione. Il migliore amico di Clark Kent, Pete Ross, pienamente a conoscenza che Clark era Superboy, capì che il Ragazzo d'Acciaio aveva dimenticato la sua super identità. Dato che Pete e Lana furono assistenti della Legione in precedenza, entrambi si misero all'opera, ma Pete fu costretto a rivelare alla ragazza che Clark era Superboy. I due riuscirono a ridare a Clark la sua memoria mostrandogli che, come Superboy, i suoi capelli erano invulnerabili. Quindi, ritrovato il dispositivo ipnotico, Clark ricostituì i ricordi e le identità di tutti i suoi compagni.
I Legionari - inclusi Pete e Lana (nella sua veste di Insect Queen) - lanciarono un attacco a Mordru, ma furono tutti catturati. Il mago evocò alcuni dei più potenti criminali del XXX secolo e mise i Legionari sotto processo in un finto tribunale. Agendo da avvocato difensore, Pete tentò di convincere i giurati che Mordru sarebbe stato una minaccia per loro se non fosse stato fermato. Più tardi, uno dei giurati - lo stregone Wraithor - tentò di aiutare i Legionari a fuggire attraverso una caverna sotterranea, ma fu scoperto da Mordru e ucciso. Mordru quindi convocò una massiccia palla di fuoco nello sforzo di distruggere i Legionari una volta per tutte, ma le energie fecero crollare la grotta: Mordru fu seppellito, incapace di liberarsi.
Dato che tutti i Legionari sopravvissero, Superboy utilizzò il raggio ipnotico per cancellare dal cervello di Lana l'informazione sulla sua identità segreta. Ma prima di poter fare lo stesso con Pete Mon-El girò il raggio su Superboy, cancellando dal cervello del Ragazzo d'Acciaio che Pete era a conoscenza della sua identità. Mon-El pensò tra sé che Pete avrebbe mantenuto il segreto, poiché avrebbe salvato la vita dell'eroe anni avanti nel futuro proprio grazie a quel segreto. Ritornati nel XXX secolo, i Legionari scoprirono che i loro compagni di squadra non furono uccisi da Mordru dopo tutto. Dream Girl fu avvertita dell'attaccò di Mordru da una delle sue visioni precognitive. Contattò sua sorella, la Strega Bianca, che fece un contr-incantesimo che defletté l'attacco di Mordru sulla Legione e sul loro quartier generale. Infine, la Principessa Projectra creò un'illusione che ingannò lo stregone perché credesse che il suo piano fosse già avvenuto.

## Edizioni in raccolta
"Mordru lo Spietato" fu ristampato nella pubblicazione sovradimensionata Limited Collectors' Edition #C-49 (ottobre/novembre 1976). La storia fu anche stampata in Legion of Super-Heroes Archives vol. 8, che fu pubblicato nel 1999 come parte della collezione DC Archive Editions.